# Nostrzyk żółty
Nostrzyk żółty, nostrzyk lekarski (Melilotus officinalis (L.) Lam.) – gatunek rośliny z rodziny bobowatych (Fabaceae), zwanych też motylkowatymi.

## Rozmieszczenie geograficzne
Rodzimy obszar jego występowania obejmował Azję i Europę, ale rozprzestrzenił się, i obecnie poza Antarktydą występuje na wszystkich kontynentach i na licznych wyspach. Północna granica jego zasięgu biegnie przez Alaskę, północne regiony Kanady, Grenlandię, archipelag Svalbard i północną Syberię. Najdalej na północ wysunięte stanowiska znajdują się na archipelagu Svalbard. Na półkuli południowej sięga po południowe krańce Ameryki Południowej, Afryki Południowej i Nową Zelandię. W Polsce jest dość pospolity na niżu i w niższych położeniach górskich. Status we florze Polski: archeofit.

## Morfologia

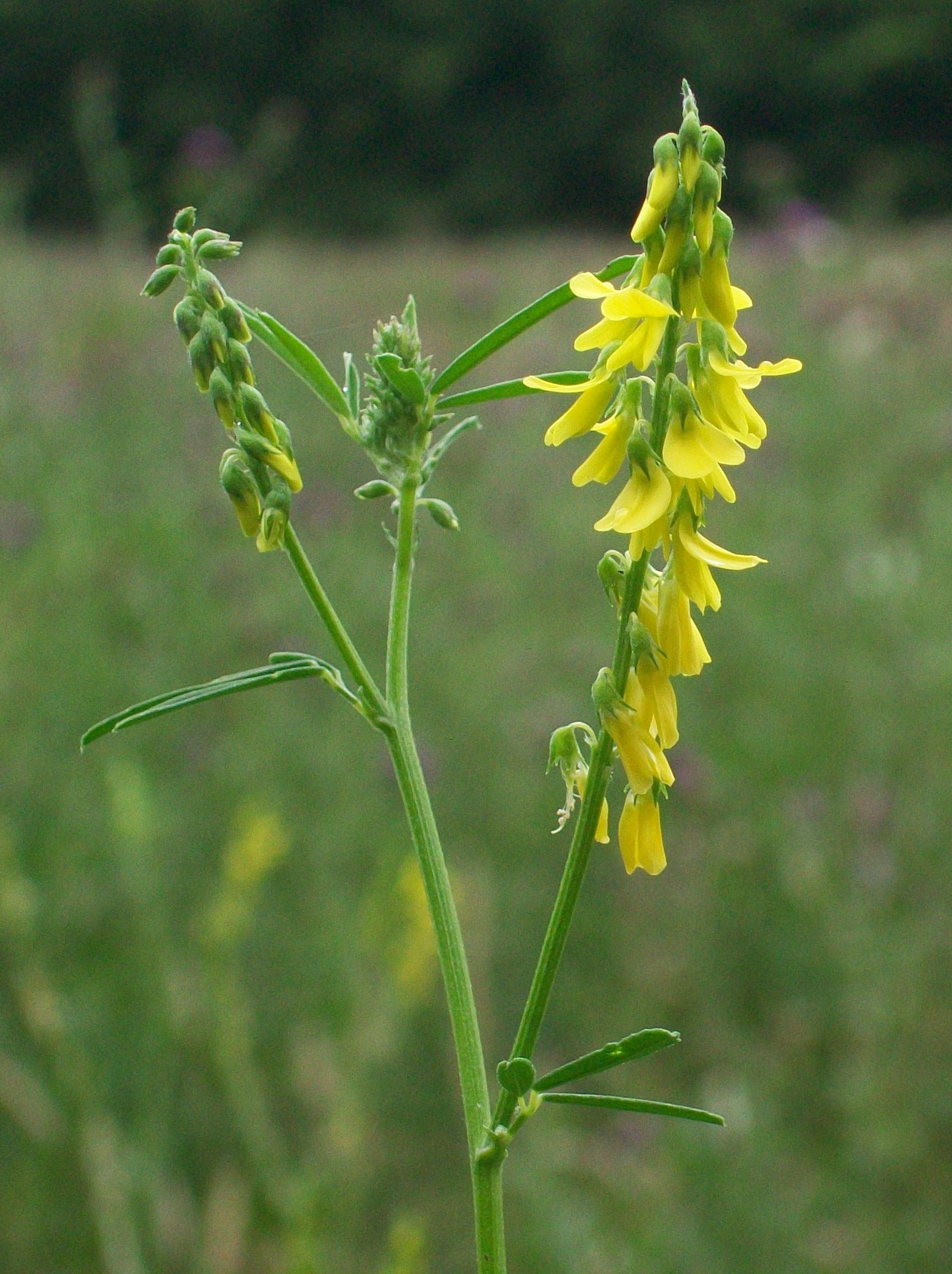
Kwiatostan

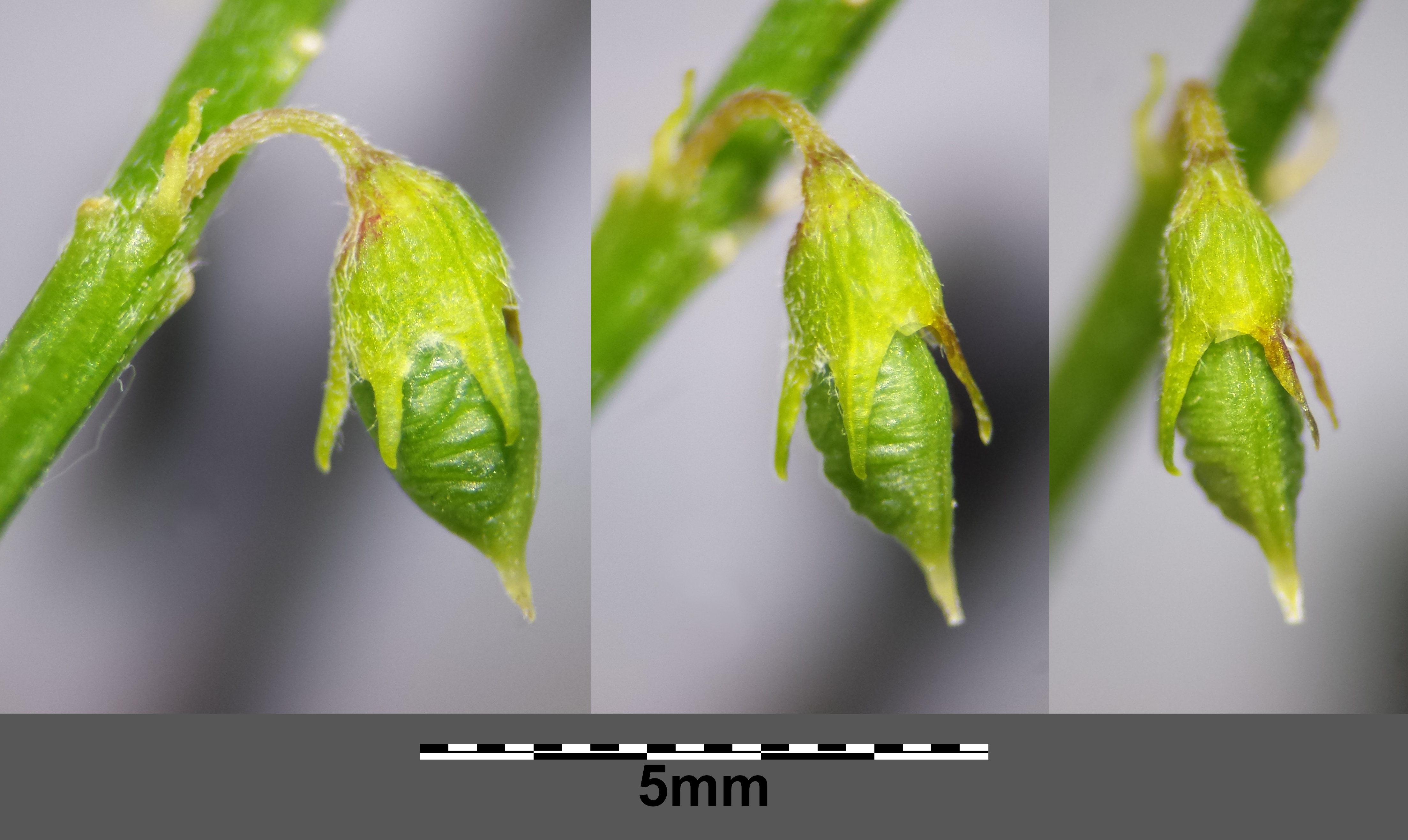
Owoce

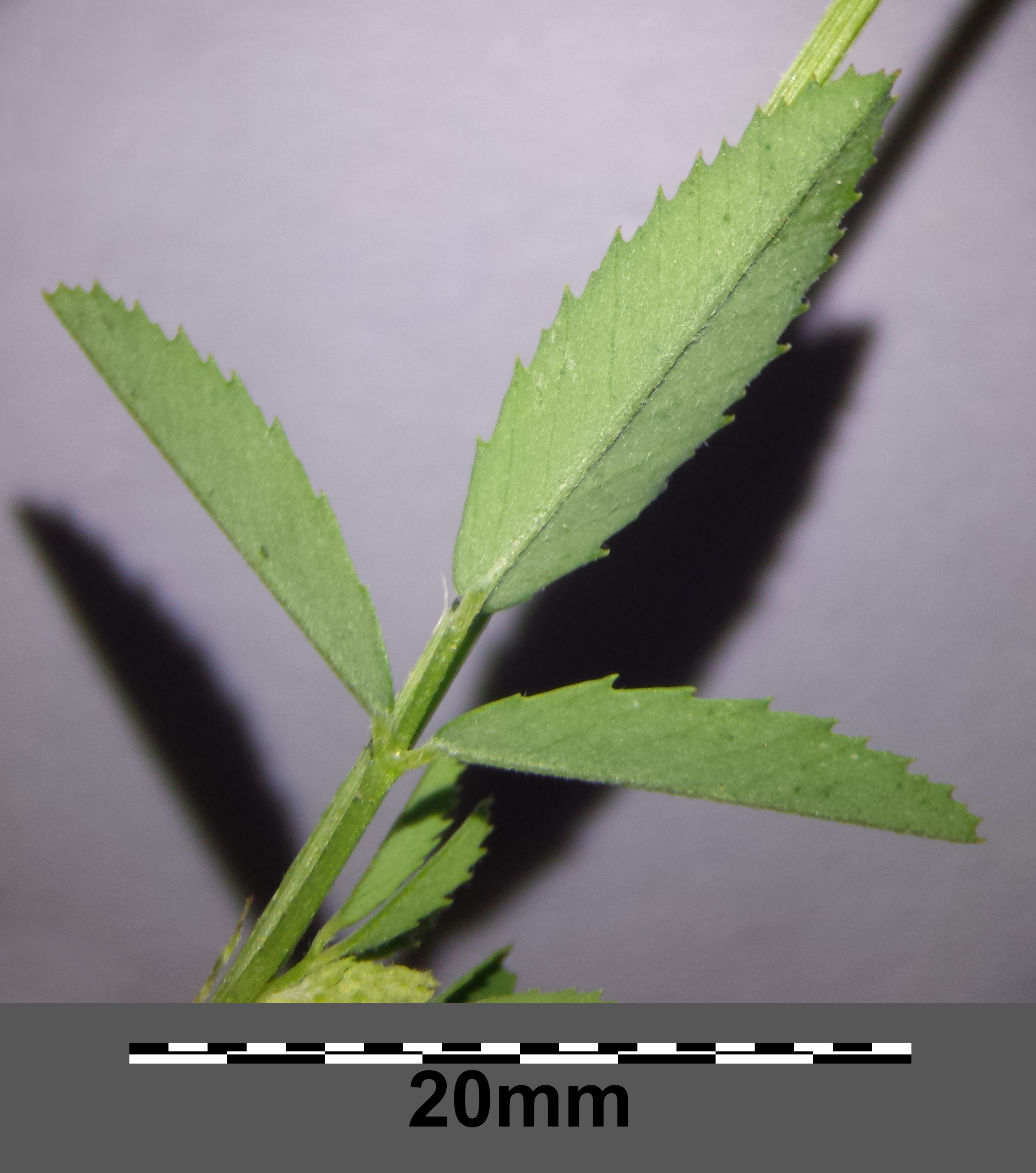
Liść

ŁodygaPojedyncza, prosta, wzniesiona, o wysokości do 1 m, przeważnie rozgałęziona, naga, zielona, drobno prążkowana.
LiścieUlistnienie naprzemianległe. Liście ogonkowe, trójlistkowe, z dwoma lancetowatymi, całobrzegimi, zaostrzonymi i łatwo odpadającymi przylistkami. Listki o długości do 3 cm i szerokości do 2 cm, wydłużone lub jajowate z drobno ząbkowanym brzegiem. Są zaostrzone na szczycie i u podstawy. Górna powierzchnia jest ciemnozielona i naga, natomiast dolna jest bladozielona z krótkimi, drobnymi włoskami szczególnie u podstawy. Listki środkowe mają dłuższe ogonki, niż listki boczne, listki górnych liści mają 6–13 par nerwów.
KwiatyKwiatostan jest groniasty długości 4–8 cm (czasem do 10 cm) z licznymi kwiatami o długości ok. 7 mm, z których każdy ma owłosiony kielich z 5 głęboko wciętymi, nierównymi ząbkami i żółtą koroną charakterystyczną dla kwiatów motylkowych. Skrzydełka są nieco krótsze od żagielka, ale dłuższe od łódeczki. 10 pręcików, w tym 1 wolny, a 9 zrośniętych nitkami w rurkę. Słupek na trzoneczku, nagi.
OwocJedno, lub dwunasienny strąk o długości 3–4 mm, często zrośnięty z kielichem, żółtawobrunatny, krótki i zwężający się na szczycie. Powierzchnia jest nieowłosiona i poprzecznie pomarszczona. Nasiona drobne, żółtozielone, rzadziej purpurowo pasiaste.
KorzeńPalowy, rozgałęziony.
Gatunki podobneSpośród spotykanych w Europie Środkowej żółto kwitnących nostrzyków, ząbkowany M. dentatus różni się szczeciniasto wcinanymi przylistkami i brakiem poprzecznych zmarszczek na strąkach; wyniosły M. altissimus ma strąki przylegająco owłosione, bez poprzecznych zmarszczek, grona zwykle krótsze (2,5–6 cm), łódeczkę podobnej długości jak skrzydełka.

## Biologia i ekologia

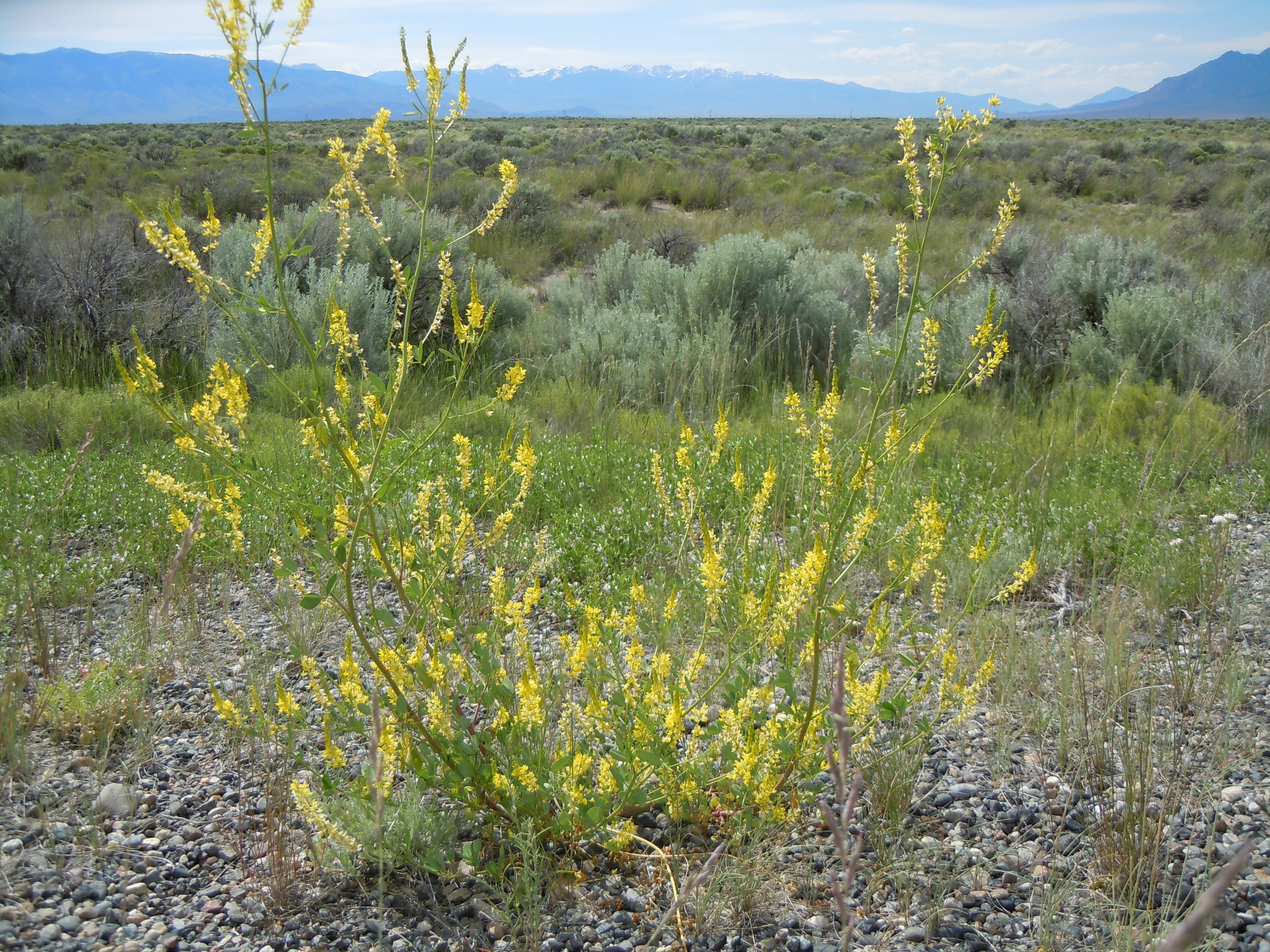
Pokrój

RozwójRoślina jednoroczna lub dwuletnia, hemikryptofit. Kwitnie od lipca do października. Roślina miododajna, zapylana przez owady. Cała roślina wydziela przyjemny zapach świeżego siana.
SiedliskoRośnie na siedliskach ruderalnych i segetalnych; na łąkach, miedzach, nieużytkach, w zaroślach, przydrożach, terenach kolejowych. rumowiskach. Roślina światłolubna, często rosnąca razem z nostrzykiem białym. W klasyfikacji zbiorowisk roślinnych gatunek charakterystyczny dla O. Onopordetalia, Ass. Echio-Meliloteum.
Cechy fitochemiczneRoślina trująca: Zawiera dikumarol (pochodna kumaryny), który obniża krzepliwość krwi. U ludzi duże ilości tej rośliny spożyte doustnie powodują wewnętrzne krwawienia, uszkodzenia wątroby i nerek, oszołomienie. Nostrzyk żółty jest trujący również dla bydła i koni.
GenetykaLiczba chromosomów 2n = 16. Tworzy mieszańce z nostrzykiem białym, n. wyniosłym i n. ząbkowanym.
Korelacje międzygatunkoweNa pędach pasożytuje grzybopodobny lęgniowiec Peronospora meliloti powodujący mączniaka rzekomego, oraz grzyby: Erysiphe trifolii wywołujący mączniaka prawdziwego koniczyny i Stagonospora meliloti. Na pędach żeruje larwa chrząszcza Sitona cylindricollis, dorosła postać chrząszcza Cryptocephalus hypochaeridis, a w nasionach larwa chrząszcza Stenopterapion meliloti (Stenopterapion meliloti). Silny zapach kumaryny powoduje, że większe zwierzęta omijają nostrzyki, lub zjadają je niechętnie.

## Zastosowanie

### Roślina lecznicza
Surowiec zielarskiZiele nostrzyka (Meliloti herba) – całe lub rozdrobnione, wysuszone, nadziemne części, które zawierają nie mniej niż 0,3% kumaryny, melilotynę, garbniki, flawonoidy.
ZbiórŚcina się górne części pędów i suszy w temperaturze do 35 °C.
DziałaniePrzeciwzapalne i rozkurczające naczynia krwionośne. Pomimo korzystnego działania rozkurczowego na naczynia krwionośne znajduje ograniczone tylko zastosowanie, jeśli chodzi o użycie wewnętrzne. W większych dawkach powoduje bowiem krwawienia wewnętrzne i szkodzi nerkom i wątrobie. Wewnętrznie stosowany jest w niewielkim stopniu w mieszance z innymi ziołami. Znajduje zastosowanie głównie zewnętrzne przy ropniach skóry, trudno gojących się ranach, obrzękach, stanach zapalnych skóry. W tym celu używano okładów z ziela nostrzyka. Płukankami z nostrzyka w medycynie ludowej leczono choroby gardła, zapalenia spojówki, a kąpielami trądzik i inne choroby skóry. Dla wzmocnienia działania często stosowano mieszanki ziołowe, oprócz nostrzyka zawierające kwiat rumianku i liście orzecha włoskiego.

### Inne zastosowania
- Bywa czasami uprawiany jako pasza dla zwierząt[8]. Na paszę i na kiszonkę nadają się tylko młode rośliny przed rozwinięciem pąków kwiatowych, od okresu kwitnienia bowiem wybitnie wzrasta w nich zawartość trujących substancji (głównie kumaryny). Nie wolno karmić zwierząt mieszanką nostrzyków (szczególnie ich strąków i nasion) i tomki wonnej, powoduje ona zaburzenia trawienia, osłabienie i krwotoki wewnętrzne. Nostrzyk żółty ma jako pasza niewielkie znaczenie gospodarcze, ale może być uprawiany na glebach zdegradowanych, kamienistych i piaszczystych, lub w miejscach, w których inne cenne rośliny paszowe mogą przemarzać[14].
- Bywa uprawiany jako nawóz zielony[8].
- Roślina miododajna. Może dać do 280 kg/ha bardzo dobrego miodu z naturalnych stanowisk, a przy uprawie polowej nawet 600 kg z jednego ha[16].
- Roślina używana jest do aromatyzowania niektórych papierosów i serów[8].
- Jego zapach jest nielubiany przez mole, sproszkowane ziele używane więc bywa do ich odstraszania[10].
- Niewielkie ilości liści można zjadać na surowo, w większych ilościach jest to roślina trująca. Lepiej zjadać je po ugotowaniu. Z całych roślin można robić herbatę, lub dodawać do ciast, rośliny muszą być jednak dobrze ugotowane i nie sfermentowane. Jadalne są gotowane nasiona nostrzyka. Sporządzona z nich zupa jest w smaku podobna do grochówki[17].

Przeczytaj ostrzeżenie dotyczące informacji medycznych i pokrewnych zamieszczonych w Wikipedii.